# Реформаторско движение
Реформаторско движение (на френски: Mouvement Reformateur, MR) е белгийска либерална партия, активна главно сред френскоезичната и немскоезичната общност. Тя е член на Европейската либералнодемократическа и реформистка партия и на Либералния интернационал. Реформаторскто движение представлява тесен съюз на три полунезависими организации - Демократичен фронт на франкофоните, Гражданско движение за промяна и Партия за свобода и прогрес. На федералните избори през 2007 година получава най-голям брой гласове сред френскоезичните партии и остава част от управляващата коалиция. Лидер на партията е Оливие Шастел.